# Vladimir Rolović
Vladimir Rolović (Brčeli kraj Bara, 21. svibnja 1916. – Stockholm, 15. travnja 1971.), crnogorski sudionik Drugog svjetskog rata u redovima partizana, društeno-politički radnik SFRJ i SR Crne Gore, veleposlanik, narodni heroj Jugoslavije, te čelni čovjek jugoslavenske tajne policije (UDBA).

## Biografija
Potječe iz siromašne seljačke obitelji, a djetinjstvo je proveo u rodnom selu gdje je završio osnovnu školu. Poslije je, u teškom uvjetima, nastavio školovanje u barskoj, pećkoj i cetinjskoj gimnaziji. Nakon završene gimnazije, upisao se na Pravni fakultet beogradskog sveučilišta.
Još kao učenik cetinjske gimnazije, opredijelio se za radnički pokret, te vrlo aktivno sudjelovao u svim akcijama mladeži, u gimnaziji, zanatskom i športskom društvu „Lovćen“. Godine 1935. postao je član Saveza komunističke omladine Jugoslavije (SKOJ), a početkom 1936. i član Komunističke partije Jugoslavije (KPJ). Do travnja 1941. godine obnašao je razne odgovorne partijske dužnosti. Najprije je radio u tehnici Mjesnog komiteta KPJ za Beograd i Pokrajinskog komiteta KPJ za Srbiju, a potom je upućen na politički rad u Crnu Goru, gdje je izvjesno vrijeme rukovodio kotarskim odborom SKOJ-a, a zatim je postao tajnik kotarskog odbora KPJ za Bar. Godine 1940. izabran je u Pokrajinski komitet KPJ za Crnu Goru. Zbog revolucionarnog rada, uhićen je 1935. na Cetinju i 1938. godine u Beogradu.
Nakon Travanjskog rata i zaposjednuća Kraljevine Jugoslavije, vratio se u rodni kraj, gdje se odmah aktivno uključio u pripreme za ustanak. Sudionik je ustanka naroda Crne Gore 13. srpnja 1941. Bio je jedan od vođa ustaničke grupe Crnogorskog primorja, koja je već u prvim danim uništila sve karabinjerske postaje od Bara do Budve.
U prosincu 1941., kao borac Lovćenskog bataljona, sudjelovao je u napadu na Pljevlja. Kada je formirana Prva proleterska udarna brigada, postavljen je na dužnost političkog komesara Prve čete Prvog (crnogorskog) bataljona. Bio je sudionik mnogih borbi na Okruglici, Žepi, Igmanu, Ulogu, u Župi, kraj Kalinovika, na Sinjajevini. Posebno se istaknuo u napadima na Konjic i Livno, 1942. godine, kao i u bitci na Neretvi.
Bio je rukovoditelj Politodjela Prve dalmatinske i Petnaeste majevičke brigade i Sedamnaeste istočnobosanske divizije. Na dužnost političkog komesara 38. istočnobosanske divizije postavljen je 1944. godine.
Nakon završetka Drugog svjetskog rata, 1945. godine, upućen je na rad u Odjeljenje za zaštitu naroda Jugoslavije (OZNA), gdje je obnašao dužnosti načelnika Odjeljenja i dao veliki doprinos u uništenju zaostalih križarskih i četničkih skupina. Bio je član Vlade Narodne Republike Crne Gore, pomoćnik saveznog ministra za vanjske poslove, član Gradskog komiteta Saveza komunista Beograda, veleposlanik SFRJ u Norveškoj, Japanu i Švedskoj. U više saziva biran je za narodnog zastupnika Skupštine Crne Gore i bio je član Centralnog komiteta Saveza komunista Crne Gore. Imao je čin pričuvnog general-majora.
U Stockholmu je, na dužnosti veleposlanika, 7. travnja 1971. godine, smrtno ranjen. Ranili su ga pripadnici organizacije Hrvatski narodni otpor (HNO) koja je provalila u veleposlanstvo SFRJ. Osam dana kasnije umro je od posljedica ranjavanja. Počinitelji Miro Barešić i Anđelko Brajković uhićeni su i osuđeni u Švedskoj.
Rolović je nositelj Partizanske spomenice 1941. i drugih jugoslavenskih odlikovanja. Predsjednik Tito odlikovao ga je Ordenom narodnog heroja dva dana nakon ranjavanja, 9. travnja 1971. godine.